# Gennaro Tutino
Gennaro Tutino (ur. 20 sierpnia 1996 w Neapolu) – włoski piłkarz występujący na pozycji napastnika we włoskim klubie Parma. Wychowanek Napoli, w trakcie swojej kariery grał także w takich zespołach, jak Vicenza, Gubbio, Avellino, Bari, Carrarese, Cosenza, Carpi, Hellas Verona, Empoli oraz Salernitana. Młodzieżowy reprezentant Włoch.